# Fédération cycliste italienne
Pour les articles homonymes, voir FCI.
 (octobre 2024).
Si vous disposez d'ouvrages ou d'articles de référence ou si vous connaissez des sites web de qualité traitant du thème abordé ici, merci de compléter l'article en donnant les références utiles à sa vérifiabilité et en les liant à la section « Notes et références ».

Logo de la FCI

La Fédération cycliste italienne (en italien : Federazione Ciclistica Italiana) ou FCI, est l'instance qui gouverne le cyclisme en Italie. Elle est membre de l'Union cycliste internationale et de l'Union européenne de cyclisme.